# Chloe Coscarelli
Chloe Kay Coscarelli (Los Ángeles, 14 de octubre de 1987) es una autora y chef vegana estadounidense. Fue la primera vegana en ganar una competición culinaria en televisión. 

## Vida privada
Chloe Kay Coscarelli es la hija del director de cine Don Coscarelli.

## Carrera
Coscarelli se comprometió en traer deliciosos platos libres de carne a la audiencia. Fue una concursante en Cupcake Wars, y sus cupcakes veganos asombraron a los jueces haciendo que ella ganase el primer premio. Coscarelli es licenciada por la Universidad de California en Berkeley, donde descubrió su amor por la cocina mientras colaba snacks en la biblioteca y hacía tartas para sus amigos. Unas prácticas de verano en Millennium, un restaurante gourmet vegano de San Francisco, le condujeron a un curso de estudio en el Natural Gourmet Institute en Nueva York. Coscarelli continuó sus estudios entrando en el programa de nutrición basada en plantas de la Universidad Cornell. 
Coscarelli fue presentada en el documental de televisión de Cooking Channel "The Veg Edge" y ha aparecido en el Today Show de la NBC, The Doctors de la CBS, VH1, CNN, en el show de Jane Velez-Mitchell de la HLN, u en el show de Fran Drescher. En 2012, Coscarelli publicó su primer libro de cocina, titulado Chloe's Kitchen. En 2013, su segundo libro, Chloe's Vegan Desserts, fue publicado. En 2014, su tercer libro, Chloe's Vegan Italian Kitchen, fue publicado. En 2015, abrió su primer restaurante vegano, by CHLOE, en Bleeecker St, en el West Village (Nueva York). 